# Дом на Мосфильмовской
«Дом на Мосфильмовской» — многофункциональный жилой комплекс небоскрёбов в Москве, построенный в 2011 году по проекту Сергея Скуратова на Мосфильмовской улице, 8. Удостоен множества престижных зарубежных и российских архитектурных наград.

## История
В 2004 году Правительство Москвы разрешило компании «Тамроф», входящей в «Дон-строй», построить жилой комплекс площадью 120 000 м², из них 68 000 м² — жильё. Первоначально «Дон-строй» планировал возвести две одинаковые пары домов, состоящие из пластины и скрученной башни, однако после согласования проекта сделал выбор в пользу одной пары зданий. Причиной этому стала высокая стоимость стройматериалов, а также сходство с недавно открытым небоскрёбом Turning Torso. Скуратов разработал новую конструкцию башни, в которой заменил изначальный плавный изгиб его геометризованной имитацией.
Изначальная высота 165 м была продиктована Центром ландшафтно-визуального анализа из опасений искажения панорамы Новодевичьего монастыря. Ранее этот показатель подвергся критике Архитектурного совета. Когда Скуратов увеличил высоту почти на 50 метров, главный городской архитектор Александр Кузьмин сказал, что может согласовать объект такой высоты лишь при условии одобрения ЮНЕСКО. «Дон-строй» отправил в Париж материалы по проекту и получил согласие организации.
В начале 2008 года разработчик перенёс срок сдачи объекта в эксплуатацию на год. Несмотря на кредитование банков, в том числе государственных ВТБ и «Сбербанка», «Тамроф» договорилась со Spacestation Investments Limited о совместном финансировании работ. В договоре устанавливалось, что комплекс должен быть принят комиссией не позднее 1 апреля 2009 года. В случае задержки более трёх месяцев инвестор имел право расторгнуть договор в одностороннем порядке.
Закончить комплекс по оговорённым условиям не удалось, в связи с чем в августе 2009 года Spacestation Investments уведомила партнёров о расторжении договора и потребовала возврата денег с учётом штрафов. Не получив ответа на иск, кипрская компания обратилась в Федеральный арбитражный суд Московского округа, который в феврале 2010 года отклонил иск на сумму 101,32 миллиона долларов, установив, что истец не выполнил процедуру одностороннего отказа. Компания Spacestation Investments подала апелляцию. В то же время партнёры безуспешно пытались прийти к соглашению.
Через десять дней после отмены постановления о сносе «Дома на Мосфильмовской» суд прекратил разбирательство по иску Spacestation Investments. Стороны заключили мировой договор, подробности которого остались в тайне.

## Конфликт вокруг сноса дома
В июне 2010 года московские власти посчитали небоскрёб самостроем и пришли к выводу, что его следует снести почти наполовину. Власти утверждали, что застройщик незаконно увеличил высоту объекта. Первоначально речь шла о разборе 22 этажей (то есть большей части здания), впоследствии эта цифра уменьшилась до 7 этажей. Как сообщали источники из городской администрации, в случае демонтажа девелоперу пришлось бы компенсировать стоимость купленного жилья.
В мэрию Москвы были направлены открытые письма в поддержку предприятия. Московские архитекторы Александр Асадов, Павел Андреев, Никита Бирюков, Сергей Чобан и Михаил Хазанов попросили мэра «избежать формального подхода» в решении судьбы верхних этажей «Дома на Мосфильмовской» и «с особым вниманием отнестись к сложившейся ситуации и не допустить, чтобы в силу политических либо бюрократических решений пострадал знаковый объект авторской архитектуры и образ Москвы как современного цивилизованного мегаполиса».
В начале февраля 2011 года заместитель мэра по вопросам градостроительной политики и строительства Марат Хуснуллин заявил, что разборка верхних этажей частного комплекса может стать слишком дорогостоящей и рискованной. По словам Скуратова, для того, чтобы разобрать верхние этажи, строителям придётся сначала «отрезать» часть здания, несущий каркас которого возведён методом непрерывного литья, а затем снова «налить» её, что почти неминуемо приведет к появлению так называемых холодных стыков, угрожающих прочности конструкций здания. В пресс-службе «Дон-строй» сообщили, что все работы на объекте остановлены и «приняты необходимые меры по поддержанию конструкций в надлежащем состоянии».
В марте пресс-служба мэрии объявила, что «Дом на Мосфильмовской» будет завершён согласно замыслу инженера и дизайнера.

## Архитектурная составляющая
Дом на Мосфильмовской состоит из двух высотных башен разной формы, высоты и этажности, соединённых между собой малоэтажной секцией:
- Башня. Высота — 213,3 м, 52 этажа. Согласно первоначальному проекту, она была винтообразно повернута на 21 градус, что позволяло добиться разнообразия видов из окон будущих квартир. В окончательном варианте верхняя точка поднялась от 150 до 200 метров, а плавный изгиб сменился его геометризованной имитацией: стены слегка наклоняются, таким образом, что тупой угол первого этажа вверху перерастает в острый, и наоборот. Четырёхцветный колорит здания сменяется от белого каррарского мрамора к тёмному известняку нижних этажей и чёрным бетонным опорам. Расцветка призвана создать эффект свечения верха небоскрёба[5].

- Пластина. Высота — 132 м, 34 этажа. Силуэт второго корпуса уменьшается кверху и немного наклоняется в сторону первого. Его фасады полностью остеклены, а рельеф стен усложняет рисунок из окон трёх разновидностей, — прозрачные, непрозрачные и ложные.

Здания соединяет между собой невысокий продольный корпус. Дом стоит на пятидесяти 17-метровых наклонных колоннах, выполненных по технологии компании «Таубер». В доме предусмотрена регуляция температурного режима в зависимости от сезона и количества находящихся в нём людей. Окна из джамбо-стекла (архитектурное стекло больших размеров), предотвращающего нагревание помещения, достигают в высоту пяти метров. Фрамуги для проветривания открываются на 10 см. Квартиры на верхних этажах ориентированы на Кремль. На последнем этаже располагается пентхаус с бассейном и открытой площадкой на крыше. С верхнего этажа открывается панорама Москвы до МКАД. Стоимость инженерной и технической части дома составляет не менее 40 % от всей стоимости строительства.
По мнению архитектора Скуратова, дом напоминает гипермасштабную улитку.

## Особенности жилого дома
Монолитно-кирпичное строение, железобетонный конструктив. Наружные стены: кирпич, пенобетонный блок, минераловатная плита, вентилируемый фасад Hueck/Hartmann (Германия), натуральный камень светлого тона «Каррарский мрамор». Индивидуальность дому придают современный фасад, панорамное остекление.
565 квартир (1 комната: 38  — 64 кв. м, 2 комнаты: 60  — 110 кв. м, 3 комнаты: 98 — 150 кв. м, 4 комнаты: 120 — 194 кв. м, 5 комнат: 148 — 240 кв. м, 6 комнат: 205 — 297 кв. м). Подземный паркинг — трехуровневый на 1160 машиномест.
Отделка входных групп: мрамор, панорамное остекление, современное освещение. В каждом подъезде — 4 высокоскоростных лифта SIGMA (LG Elevators). Охрана, круглосуточное патрулирование и видеонаблюдение. Противопожарная система с оповещением и дымоудалением. Телевидение цифровое, интернет высокоскоростной, телефон, IP-телефония. Собственный тепловой автономный пункт. Источники бесперебойного электроснабжения для систем безопасности, связи и автоматики. Эксплуатационные расходы на квартиру — 110 руб./кв. м + показания счетчиков. Квартиры свободной планировки, без отделки и с ремонтом. Высота потолков: квартиры — 3,3 метра, пентхаусы  — 3,9-4,8 метра. В квартиры подведено электричество, водо- и теплоснабжение, пластиковые трубы в гофрокоробе «Rehau» (Германия). Установлены энергосберегающие двухкамерные стеклопакеты. Установлены энергосберегающие радиаторы отопления Kampmann (Германия), Global-Style (Италия). Установлено водоотведение: чугунные трубы Saint- Global (Германия). Счетчик электричества, горячей и холодной воды установлены в межквартирных холлах. Мощность — 20-35 кВт электроэнергии на каждую квартиру. Вентиляция приточно-вытяжная Wolf (Германия). Кондиционирование индивидуальное (блок выносится на лестничный пролёт). Установлена пожарная сигнализация с тревожной кнопкой, противопожарная система автоматического водяного пожаротушения (спринклер) Securiton. Система автоматического оповещения и противодымная вентиляция.

## Награды и номинации
- Первая премия Арх Москвы 2005[5]
- Номинация на первую национальную архитектурную премию Building Awards 2006
- Пятёрка лучших высотных зданий Европы в рамках премии CTBUH Awards 2010
- Топ-30 лучших проектов последних лет по версии экспертов журнала «Афиша»[8]
- Дом года 2012[9]
- Пятое место в Топ-10 лучших небоскрёбов мира по версии премии Emporis Skyscraper Award 2012[10]